# Sarotherodon steinbachi
Sarotherodon steinbachi là một loài cá thuộc họ Cichlidae. Nó là loài đặc hữu của Cameroon.